# Oog van een naald

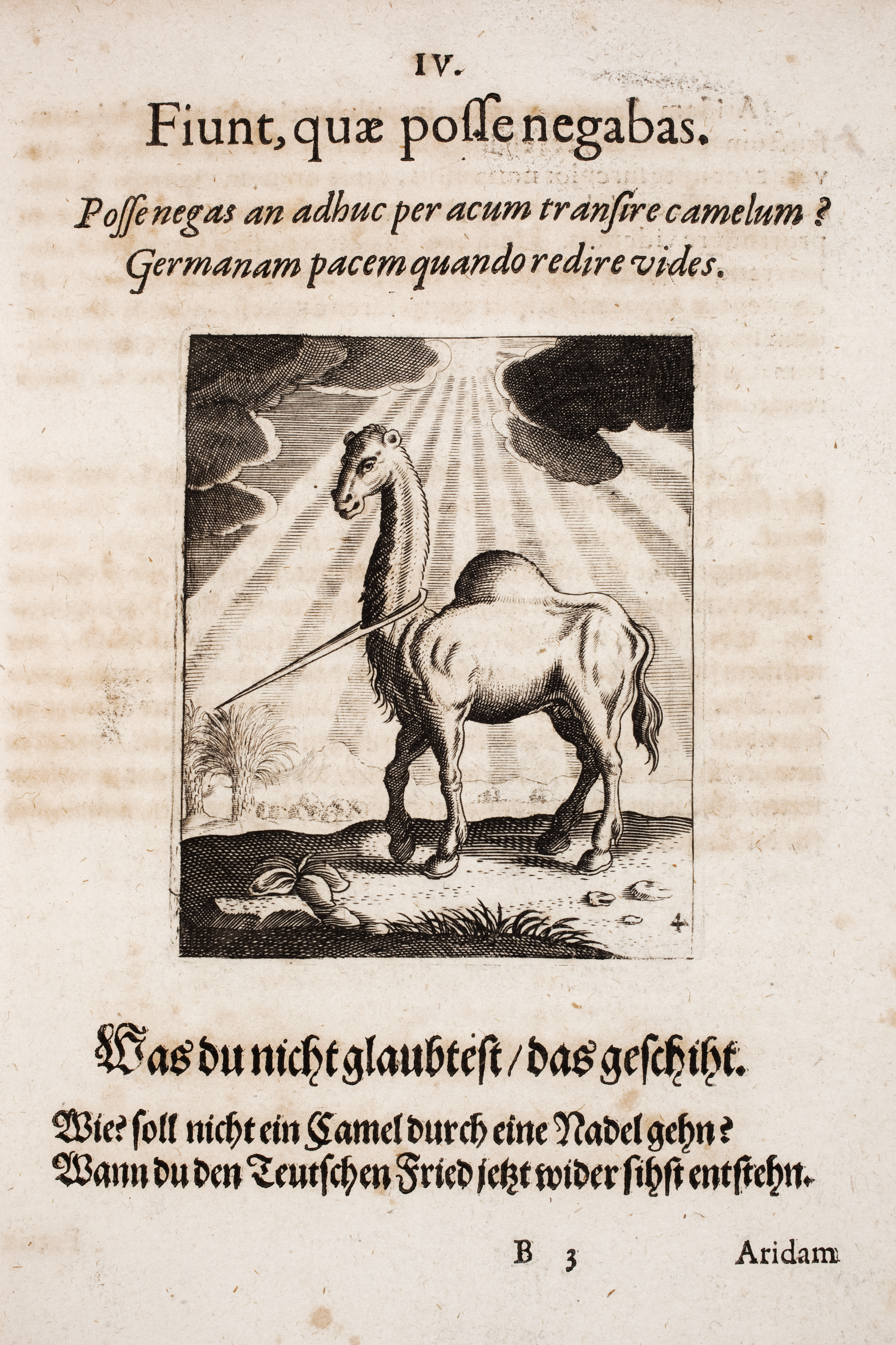
Een dromedaris gaat door het oog van een naald, als symbool van de onwaarschijnlijke Vrede van Westfalen (gravure in Meditationes emblematicae de restaurata pace Germaniae, 1649)

Het "oog van een naald" is een metafoor voor een schijnbare onmogelijkheid. Het wordt in aforismes gebruikt in de Talmoed, het Nieuwe Testament en de Koran. "Door het oog van de naald kruipen" betekent in het Nederlands taalgebied 'op het nippertje ontsnappen' of 'iets ternauwernood volbrengen'.

## Christendom
De synoptische evangeliën verhalen over een rijke jonge man die Jezus vraagt hoe hij eeuwig leven kan verkrijgen. Jezus antwoordt hem dat hij zijn bezittingen moet verkopen en de opbrengst aan de armen geven. De rijke man gaat terneergeslagen weg, waarop Jezus de gelijkenis van de kameel door het oog van de naald vertelt:

Het is gemakkelijker voor een kameel om door het oog van een naald te gaan, dan voor een rijke om het koninkrijk van God binnen te gaan.
— Matteüs 19:16-24; Marcus 10:24-27; Lucas 18:24-27

## Judaïsme
In de Babylonische Talmoed gebruikt Rava de metafoor van het oog van een naald voor een onmogelijke gedachte. Dromen zijn volgens hem onthullingen van wat in het hart zit:

Ze laten iemand geen gouden palmboom zien, en ook geen olifant die door het oog van een naald gaat.
— Berachot 55b

Een Midrasj op Salomo's Hooglied gebruikt de term als metafoor voor Gods vermogen en bereidheid om zondaars te redden: 

De Heilige zei: "Open voor mij een deur zo groot als het oog van een naald, en ik zal voor jou een deur openen waardoor tenten en kamelen kunnen gaan".

## Islam
In de Koran wordt een overeenkomstig aforisme gebruikt als Jezus' vergelijking over de rijken:

Voor hen die Onze tekenen loochenen en hoogmoedig afwijzen zullen de poorten van de hemel niet worden geopend, noch zullen zij de tuin binnengaan, zolang niet een kameel door het oog van een naald gaat. Zo vergelden Wij aan de boosdoeners.
— Al-Araf 7:40